# Station Laboissière-Le Déluge
Station Laboissière-Le Déluge is een spoorwegstation in de Franse gemeente Laboissière-en-Thelle.